# (26375) 1999 DE9
(26375) 1999 DE9 – planetoida z dysku rozproszonego.

## Odkrycie i nazwa
Planetoida (26375) 1999 DE9 została odkryta 20 lutego 1999 roku w Kitt Peak Observatory przez Chada Trujillo i Jane Luu. Nazwa obiektu jest oznaczeniem tymczasowym.

## Orbita
Orbita (26375) 1999 DE9 nachylona jest pod kątem 7,6˚ do ekliptyki, a jej mimośród wynosi 0,422. Ciało to krąży w średniej odległości 55,98 j.a. wokół Słońca, na co potrzebuje prawie 419 lat ziemskich. Peryhelium tej planetoidy znajduje się w odległości 32,4 j.a., a aphelium zaś 76,6 j.a. od Słońca.
Obiekt ten porusza się po orbicie w rezonansie orbitalnym 2:5 z Neptunem.

## Właściwości fizyczne
Rozmiary (26375) 1999 DE9 szacuje się na ok. 461 km. Absolutna wielkość gwiazdowa tej planetoidy wynosi 5,0m, albedo to wartość ok. 0,10. Jest to bardzo zimne ciało niebieskie, którego temperatura sięga zaledwie ok. 37 K.
Analizy spektralne ukazują występowanie na powierzchni lodu.